# グリニッジ王立海軍大学校

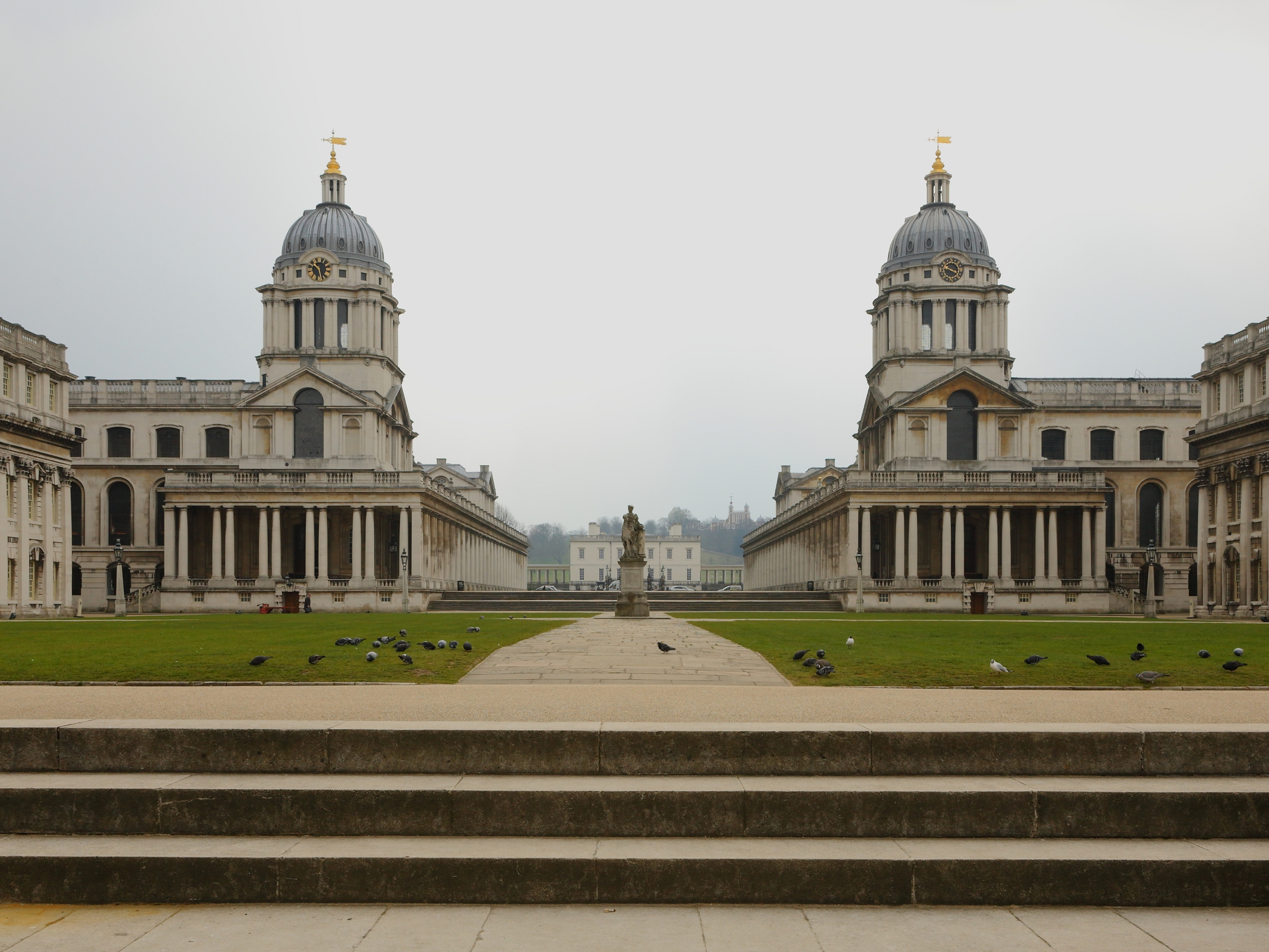

グリニッジ王立海軍大学校（Royal Naval College, Greenwich）は、かつて存在したイギリス海軍の教育機関。1873年設立、1998年閉校。ロンドンのグリニッジにある。

## 概要
建物は元々海軍付属の病院「グリニッジ病院」として建てられた。設計はクリストファー・レン。病院が建設される前は王室の離宮プラセンティア宮殿（グリニッジ宮殿）があった所で、テムズ川を望む風光明媚な立地である。宮殿の基礎の一部が再利用されているため、どこか宮殿のような気品のある建造物である。1869年に病院が他の場所に移転したため、枢密院勅令により士官学校が設立され、校舎として使用することになった。入学資格は少尉以上で、競争率が高く難関校だった。日本からは有栖川宮威仁親王や伊集院五郎が留学した。
1998年の閉校後は一般公開されており、グリニッジ観光の中心的な施設となっている。観光施設としての名称は「Old Royal Naval College」である。現在はデヴォン州のブリタニア王立海軍兵学校がイギリス海軍唯一の大学レベルの学校となっている。

テムズ川から（中央はクイーンズ・ハウス）

## 出身者
- 初代ビーティ伯爵デイヴィッド・ビーティ（イギリス海軍元帥）
- ハインドホープの初代カニンガム子爵アンドルー・カニンガム（イギリス海軍元帥）
- チャールズ・ポータル (ハンガーフォードの初代ポータル子爵)（イギリス空軍元帥）
- 有栖川宮威仁親王（元帥海軍大将）
- 伊集院五郎（元帥海軍大将）
- 薩鎮氷（中華民国首相）